# Lepadichthys
Lepadichthys är ett släkte av fiskar. Lepadichthys ingår i familjen dubbelsugarfiskar.
Kladogram enligt Catalogue of Life:
| Lepadichthys | \| \| Lepadichthys bolini \| \| \| \| \| \| Lepadichthys caritus \| \| \| \| \| \| Lepadichthys coccinotaenia \| \| \| \| \| \| Lepadichthys ctenion \| \| \| \| \| \| Lepadichthys erythraeus \| \| \| \| \| \| Lepadichthys frenatus \| \| \| \| \| \| Lepadichthys lineatus \| \| \| \| \| \| Lepadichthys minor \| \| \| \| \| \| Lepadichthys sandaracatus \| \| \| \| \| \| Lepadichthys springeri \| \| \| \| |
|              | \| \| Lepadichthys bolini \| \| \| \| \| \| Lepadichthys caritus \| \| \| \| \| \| Lepadichthys coccinotaenia \| \| \| \| \| \| Lepadichthys ctenion \| \| \| \| \| \| Lepadichthys erythraeus \| \| \| \| \| \| Lepadichthys frenatus \| \| \| \| \| \| Lepadichthys lineatus \| \| \| \| \| \| Lepadichthys minor \| \| \| \| \| \| Lepadichthys sandaracatus \| \| \| \| \| \| Lepadichthys springeri \| \| \| \| |
|              | Lepadichthys bolini |
|              | |
|              | Lepadichthys caritus |
|              | |
|              | Lepadichthys coccinotaenia |
|              | |
|              | Lepadichthys ctenion |
|              | |
|              | Lepadichthys erythraeus |
|              | |
|              | Lepadichthys frenatus |
|              | |
|              | Lepadichthys lineatus |
|              | |
|              | Lepadichthys minor |
|              | |
|              | Lepadichthys sandaracatus |
|              | |
|              | Lepadichthys springeri |
|              | |